# Roodhouse (Illinois)
Roodhouse est une ville du comté de Greene, dans l'Illinois, aux États-Unis. Fondée durant les années 1850 par John Roodhouse, elle est incorporée le 1er mai 1880.
Lors du recensement de 2010, la ville comptait une population de 1 814 habitants.

## Source de la traduction
- (en) Cet article est partiellement ou en totalité issu de l’article de Wikipédia en anglais intitulé « Roodhouse, Illinois » (voir la liste des auteurs).